# وفاق المدارس العربية بنجلاديش
وفاق المدارس العربية بنجلاديش (بالبنغالية: বেফাকুল মাদারিসিল আরাবিয়া বাংলাদেশ)‏ هي أكبر إدارة للمدارس القومية في بنغلاديش. تأسست في أبريل 1978 بعد ندوة العلماء المسلمين. في الوقت الحاضر، هناك أكثر من 65000 مدرسة قومية في بنغلاديش. اعتبارًا من عام 2013، هناك أكثر من 20000 مدرسة في جميع أنحاء جمهورية بنغلاديش الشعبية تابعة لـوفاق. وهي تتحكم في جميع المعاهد الدينية التي تديرها مدرسة ديوباندي للفكر. من المفترض أن تكون مدرسة ديوباندي الفكرية وهي المدرسة الفكرية الأقوى والأكثر سيطرة في بنغلاديش.
أصبح المنصب شاغرًا عندما توفي رئيس الوفاق شاه أحمد شافي في 16 سبتمبر 2020. بسبب بعض الأنشطة الداخلية، بدأ الجدل مع كبار المسؤولين الآخرين. ونتيجة لذلك، عقد اجتماع يوم 3 أكتوبر 2020 بحضور 125 عضوا من منظمة أميلا. وعين الاجتماع محمود الحسن رئيسا ونور حسين قاسمي نائبا أول للرئيس ومحفوظ الحق أمينا عاما.

## مواضيع التربية الدينية
1. اللغة العربية، النحو، الصرف، البلاغة.
2. الفقه والأصول في الفقه.
3. التفسير وأصوله التفسيرية.
4. الحديث وأصوله.
5. التجويد.
6. العلوم السياسية للإسلام والسيرات.
7. اقتصاديات الإسلام.
8. علم الاجتماع وسراة الإسلام.
9. فلسفة الإسلام.
10. علوم الأسرة.
11. اللغة البنغالية.
12. اللغة الإنجليزية.
13. اللغة الأردية.
14. اللغة الفارسية.
15. الرياضيات والهندسة
16. تاريخ
17. جغرافية
18. علم
19. منطق
20. صلاة
21. الفلسفة الغربية

## الإدارة
| لا. | قائمة              | فترة | فترة  |
| --- | ------------------ | ---- | ----- |
| 1   | الحاج محمد يونس    | 196  | 1992  |
| 2   | آرون إسلام آبادي   | 1992 | 1996  |
| 3   | نور الدين جهاربوري | 1996 | 2005  |
| 4   | شاه احمد شافي      | 2005 | 2020  |
| 5   | محمود الحسن        | 2020 | مستمر |

| لا. | قائمة               | فترة | فترة  |
| --- | ------------------- | ---- | ----- |
| 1   | عزيز الحق           | 196  | 1982  |
| 2   | أتور الرحمن خان     | 1982 | 1992  |
| 3   | عبد الجبار جهنابادي | 1992 | 2018  |
| 4   | عبد القدوس          | 2018 | 2020  |
| 5   | محفوظ الحق          | 2020 | مستمر |